# Rick Overton
Richard Overton (Forest Hills, 10 agosto 1954) è un attore statunitense.

## Carriera
Nato dalla cantante Nancy Overton e dall'insegnante di musica Hall Overton, è cresciuto a Englewood, dove ha studiato alla Dwight Morrow High School.
Ha debutto sul grande schermo nel 1982 ne L'ospedale più pazzo del mondo, e sempre nello stesso anno ha recitato ne L'aereo più pazzo del mondo... sempre più pazzo. Nel 1987 ha prodotto la sceneggiatura di un episodio di The New Adventures of Beans Baxter, e ha recitato anche in vari film e serie televisive come Willow, Storie incredibili e Million Dollar Mystery.
Dal 1992 al 1993 ha recitato nella serie comica The Edge, ed è apparso in due episodi di Seinfeld e in Mrs. Doubtfire - Mammo per sempre, recitando una parte secondaria . Nel 1995 ha vinto un Emmy Award per aver scritto la sceneggiatura di un episodio di Dennis Miller Live.
Nel 2005 è apparso nelle serie Alias e Joan of Arcadia; in quest'ultima ha interpretato Dio che spiegava alla protagonista il significato della vera ricchezza. Ha anche impersonato H. G. Wells e Orson Welles in un episodio podcast di The Radio Adventures of Dr. Floyd nello stesso anno.
Nel 2009 ha recitato nel film A Fork in the Road con Jaime King.

## Filmografia parziale

### Cinema
- L'ospedale più pazzo del mondo (Young Doctors in Love), regia di Garry Marshall (1982)
- L'aereo più pazzo del mondo... sempre più pazzo (Airplane II: The Sequel), regia di Ken Finkleman (1982)
- Beverly Hills Cop - Un piedipiatti a Beverly Hills (Beverly Hills Cop), regia di Martin Brest (1984)
- Gung Ho, regia di Ron Howard (1986)
- Un bel pasticcio! (A Fine Mess), regia di Blake Edwards (1986)
- Willow, regia di Ron Howard (1988)
- Le ragazze della Terra sono facili (Earth Girls Are Easy), regia di Julien Temple (1988)
- A Sinful Life, regia di William Schreiner (1989)
- Furia cieca (Blind Fury), regia di Phillip Noyce (1989)
- Le avventure di Rocketeer (The Rocketeer), regia di Joe Johnston (1991)
- Ricomincio da capo (Groundhog Day), regia di Harold Ramis (1993)
- Mrs. Doubtfire - Mammo per sempre (Mrs. Doubtfire), regia di Chris Columbus (1993)
- Anno 1345: l'impossibile crociata (High Crusade – Frikassee im Weltraum), regia di Klaus Knoesel (1994)
- My Giant, regia di Michael Lehmann (1998)
- EdTV, regia di Ron Howard (1999)
- Jackpot, regia di Michael Polish (2001)
- Arac Attack - Mostri a otto zampe (Eight Legged Freaks), regia di Ellory Elkayem (2002)
- Serial Killing 4 Dummys, regia di Trace Slobotkin (2004)
- New York Taxi (Taxi), regia di Tim Story (2004)
- Il mio grasso grosso amico Albert (Fat Albert), regia di Joel Zwick (2004)
- Sballati d'amore - A Lot Like Love (A Lot Like Love), regia di Nigel Cole (2005)
- Popstar, regia di Richard Gabai (2005)
- Dick & Jane - Operazione furto (Fun with Dick and Jane), regia di Dean Parisot (2005)
- Pledge This!, regia di William Heins (2006)
- Una magica estate (A Plumm Summer), regia di Caroline Zelder (2007)
- Cloverfield, regia di Matt Reeves (2008)
- Anno uno (Year One), regia di Harold Ramis (2009)
- The Informant!, regia di Steven Soderbergh (2009)
- A cena con un cretino (Dinner for Schmucks), regia di Jay Roach (2010)
- Bad Teacher - Una cattiva maestra (Bad Teacher), regia di Jake Kasdan (2011)
- Provetta d'amore (The Babymakers), regia di Jay Chandrasekhar (2012)
- Ghost Movie 2 - Questa volta è guerra (A Haunted House 2), regia di Michael Tiddes (2014)
- Such Good People, regia di Stewart Wade (2014)
- A Futile and Stupid Gesture, regia di David Wain (2018)
- Peng e i due anatroccoli (Duck Duck Goes), regia di Chris Jenkins (2018) – voce

### Televisione
- Mai dire sì (Remington Steele) – serie TV, un episodio (1983)
- Storie incredibili (Amazing Stories) – serie TV, un episodio (1987)
- Babes – serie TV, 10 episodi (1990)
- The Edge – serie TV, 7 episodi (1992-1993)
- Seinfeld – serie TV, 2 episodi (1993)
- Lois & Clark - Le nuove avventure di Superman (Lois & Clark: The New Adventures of Superman) – serie TV, 2 episodi (1994-1995)
- Sposati... con figli (Married... with Children) – serie TV, 2 episodi (1996)
- E.R. - Medici in prima linea (ER) – serie TV, un episodio (1997)
- Innamorati pazzi (Mad About You) – serie TV, 2 episodi (1998)
- Tesoro, mi si sono ristretti i ragazzi (Honey, I Shrunk the Kids: The TV Show) – serie TV, un episodio (1998)
- It's Like, You Know... – serie TV, 2 episodi (1999-2001)
- The Secret Adventures of Jules Verne – serie TV, 5 episodi (2000)
- Streghe (Charmed) – serie TV, 3 episodi (2000)
- JAG - Avvocati in divisa (JAG) – serie TV, un episodio (2001)
- Curb Your Enthusiasm – serie TV, un episodio (2001)
- NYPD - New York Police Department (NYPD Blue) – serie TV, un episodio (2002)
- La vita secondo Jim (According to Jim) – serie TV, un episodio (2004)
- Six Feet Under – serie TV, un episodio (2004)
- Joan of Arcadia – serie TV, un episodio (2004)
- Alias – serie TV, un episodio (2005)
- Lost – serie TV, un episodio (2005)
- Leverage - Consulenze illegali (Leverage) – serie TV, 3 episodi (2008-2009)
- The Office – serie TV, 4 episodi (2009-2010)
- True Jackson (True Jackson, VP) – serie TV, 2 episodi (2010)
- Secret Level – serie animata, episodio 1x10 (2024)

## Doppiatori italiani
Nelle versioni in italiano delle opere in cui ha recitato, Rick Overton è stato doppiato da:
- Carlo Valli in Arac Attack - Mostri a otto zampe, I'm Dying Up Here - Chi è di scena
- Renato Cortesi in NCIS - Unità anticrimine
- Marco Bresciani in Willow
- Paolo Marchese in Leverage - Consulenze illegali
- Mauro Gravina in Beverly Hills Cop - Un piedipiatti a Beverly Hills
- Rodolfo Bianchi in Ghost Movie 2 - Questa volta è guerra
- Nino Prester in Ricomincio da capo
- Angelo Nicotra in CHAOS
- Achille D'Aniello in Anno uno
- Sandro Acerbo in Gung Ho
- Luciano De Ambrosis in Alias
- Enrico Di Troia in Lost
- Roberto Fidecaro in A cena con un cretino
- Simone Mori in Bad Teacher - Una cattiva maestra
- Claudio Fattoretto in Furia cieca
- Antonio Angrisano in The Middle

Da doppiatore è sostituito da:
- Luca Biagini in Secret Level